# 키언
키언(아일랜드어: Cían [kʲiːən])은 아일랜드 신화에 등장하는 투아하 데 다난족의 영주로, 긴팔의 신 루 라바다의 아버지이며, 포워르의 마신 마안의 눈 발로르의 딸인 에흐네의 남편이다. 불을 피울 줄 모르던 포워르족의 땅에서 처음으로 불을 피웠으며, 마법과 의술 검술에 능숙하며 특히 변신술에 대해 통달했다고 알려진다. 후에 자신과 에흐네의 사이에서 나온 아들 루를 발로르의 위협을 피해 마나난 맥미르에게 아이를 입양시켰다.